# Fonsagrada (parroquia)
Fonsagrada (llamada oficialmente Santa María da Fonsagrada) es una parroquia y una villa española del municipio de Fonsagrada, en la provincia de Lugo, Galicia.

## Organización territorial
La parroquia está formada por dos entidades de población:
- A Fonsagrada
- Vilapiñol

## Demografía

### Parroquia
| Gráfica de evolución demográfica de Fonsagrada (parroquia) entre 2000 y 2023 |
|                                                                              |
| Datos según el nomenclátor publicado por el INE.                             |

### Villa
| Gráfica de evolución demográfica de A Fonsagrada (villa) entre 2000 y 2023 |
|                                                                            |
| Datos según el nomenclátor publicado por el INE.                           |